# Arbuthnott House

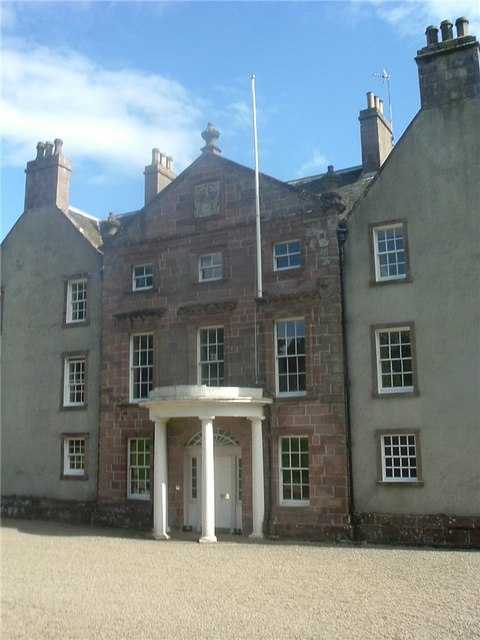
Arbuthnott House

Arbuthnott House ist ein Herrenhaus in der schottischen Ortschaft Arbuthnott in der Council Area Aberdeenshire. 1971 wurde das Bauwerk in die schottischen Denkmallisten in der höchsten Denkmalkategorie A aufgenommen. Die zugehörige North Bridge ist separat als Kategorie-A-Bauwerk geschützt. Das Gesamtanwesen ist im schottischen Register für Landschaftsgärten verzeichnet. In drei von sieben Kategorien wurde das höchste Prädikat „herausragend“ verliehen.

## Geschichte
Im Laufe des 12. Jahrhunderts erhielt Hugo de Swinton das Anwesen „Aberbothenoth“ als Lehen, das König William Canmore zuvor dem Clan Oliphant gab, dessen Tochter de Swinton ehelichte. Bis heute befindet sich das Anwesen in Familienbesitz. Zunächst stellte die Familie die lokalen Lairds. Das erste Feste Haus ließ der 9. Laird dort um 1420 errichten. Unter dem 12. Laird wurde es zu einer Burganlage erweitert. 1588 entstand das Tower House, welches die Keimzelle des heutigen Herrenhauses bildet. Im Jahre 1641 wurde der 18. Laird, zum Viscount of Arbuthnott erhoben. Die Anlage der Gärten von Arbuthnott House wurde vermutlich um 1750 durch Robert Arbuthnot, 3. Viscount of Arbuthnott initiiert. Unter John Arbuthnot, 5. Viscount of Arbuthnott erhielt Arbuthnott House im Jahre 1754 weitgehend sein heutiges Aussehen. Zur selben Zeit ließ man die Überreste des Festen Hauses abtragen.

## Beschreibung
Arbuthnott House steht am Südrand der Ortschaft Arbuthnott nahe dem linken Ufer des Bervie Waters. Die westexponierte Hauptfassade des dreistöckigen, klassizistischen Baus ist symmetrisch aufgebaut. Sie ist mit abschließendem Dreiecksgiebel und flankierenden Kreuzgiebeln gestaltet, welche bündig mit der Fassade abschließen. Die rückwärtigen Flügel sind teils mit Gewölben ausgeführt. An der Südseite wurde in jüngerer Zeit ein Wintergarten angebaut, welcher die Gärten überblickt.

## North Bridge

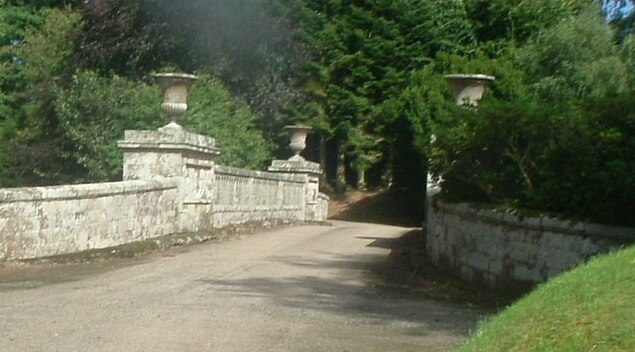
North Bridge

Die North Bridge wurde im Jahre 1821 errichtet. Sie führt den von Norden kommenden Hauptzufahrtsweg zu dem Herrenhaus über den kleinen Bach Bothenoth Burn, welcher das Anwesen in Nord-Süd-Richtung durchfließt und in das Bervie Water mündet. Der klassizistisch ausgestaltete Viadukt überspannt den Bothenoth Burn mit einem ausgemauerten Segmentbogen. Brüstungen mit aufsitzenden Urnen begrenzen die Fahrbahn. Jenseits der Brücke sind die Brüstungen als sich weitende Mauern fortgeführt.